# Xidu
Xidu is een station van de metro van Shanghai, gelegen in het district Fengxian. Het station werd geopend op 30 december 2018 en is onderdeel van de zuidelijke verlenging van de hoofdlijn van lijn 5.
Het station is gelegen langs Xizha Highway en Huhang Highway. Het is een station met twee zijperrons langs beide zijden van de twee sporen. De perrontoegang bevindt zich op het hoogste niveau van het station, omdat dit gedeelte van het traject van lijn 5 op een viaduct aangelegd is. Onderliggend is de stationshal met betaalautomaten, toegankelijk met vier ingangen op straatniveau. 
Ten noorden van dit station loopt het traject van de hoofdlijn van lijn 5 over het onderste brugdek van de Second Minpu Bridge over de rivierbedding van de Huangpu Jiang.
Xinzhuang · Chunshen Road · Yindu Road · Zhuanqiao · Beiqiao · Jianchuan Road · Dongchuan Road · Jiangchuan Road · Xidu · Xiaotang · Fengpu Avenue · Huanchengdong Road · Wangyuan Road · Jinhai Lake · Fengxian Xincheng · zijtak: Dongchuan Road · Jinping Road · Huaning Road · Wenjing Road · Minhang Development Zone

Lijnen van de metro van Shanghai: 1 · 2 · 3 · 4 · 5 · 6 · 7 · 8 · 9 · 10 · 11 · 12 · 13 · 14 · 15 · 16 · 17 · 18 · Pujiang Line